# Tethysaurus
Tethysaurus nopcsai
Genre
Espèce
Tethysaurus est un genre éteint de reptiles marins squamates de la famille des Mosasauridae.
Une espèce a été décrite : l'espèce type : Tethysaurus nopcsai.

## Datation et distribution
Les fossiles de Tethysaurus nopcsai ont été retrouvés au Maroc, dans des sédiments du Crétacé supérieur (Turonien), il y a environ 90 Ma (millions d'années).

## Classification
À la suite de la découverte Pannoniasaurus en 2012, une analyse phylogénétique des mosasauridés a placé  Tethysaurus dans une nouvelle sous-famille : les Tethysaurinae, en compagnie des genres Yaguarasaurus et Russellosaurus.